# 馬德里 (緬因州)
馬德里（英語：Madrid）是位於美國緬因州富蘭克林縣的一個非建制地區。

## 地理
馬德里所處的海拔為高於海平面355米（即1165英呎），而該地所採用的時區為UTC-5，即北美东部時區（EST）。同時該地設有夏令時間，為UTC-5調快一小時，即UTC-4（EDT）。